# Wilhelm Fritz von Roettig

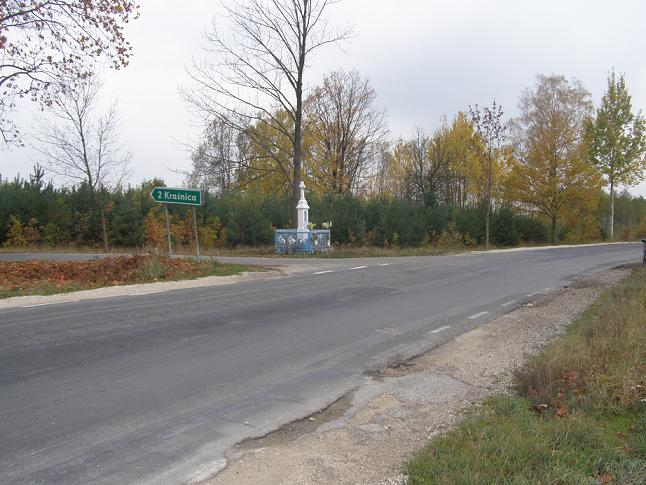
Szosa (ob. DW726), miejsce udanej zasadzki na generała Roettiga

Wilhelm Fritz von Roettig (ur. 25 lipca 1888, zm. 10 września 1939 pod Opocznem) – niemiecki funkcjonariusz organów bezpieczeństwa, SS-Brigadeführer i generał major policji. Zginął dziesiątego dnia kampanii wrześniowej. Był pierwszym generałem, który poległ podczas II wojny światowej. 

## II wojna światowa
Roettig zginął 10 września 1939 roku około godziny 14:15 w pobliżu Opoczna. Poniósł śmierć gdy jego samochód sztabowy na szosie Inowłódz – Opoczno (obecnie DW726) wpadł w zasadzkę wojsk polskich 77. Pułku Piechoty uzbrojonych w ciężkie karabiny maszynowe; zginął w wyniku postrzału w głowę.
Według relacji polskiego żołnierza Leonarda Sawonia samochodem osobowym poruszało się czterech Niemców, jeden zdołał uciec, ale pozostałych trzech (kierowca i dwóch oficerów), zginęło w wyniku krótkiej wymiany ognia. Jednym z nich był generał Roettig. Polacy stracili jednego żołnierza, zginął dowodzący akcją podchorąży Władysław Dawgiert.
Następnym generałem, po Roettigu, który zginął w czasie kampanii wrześniowej, był polski generał Józef Kustroń, poległ on 16 września. Kolejnym niemieckim generałem był Werner von Fritsch, który zginął 22 września.

## Upamiętnienie
W latach 1940–1945 był patronem ulicy w dzielnicy Bubeneč w Pradze.